# Jodie Grinham
Jodie Grinham (Haverdfordwest, 26 de julio de 1993), es una deportista paralímpica de Gales. Participó en los juegos olímpicos de Río 2016 donde obtuvo medalla de plata y en Paris 2024 donde logró la medalla de oro y bronce. 
Jodie Grinham, embarazada de siete meses, alcanzó el bronce en compuesto femenino en los Juegos Paralímpicos de París 2024, llamando la atención de toda la comunidad paralímpica.
Grinham es considerada la primera Para atleta en competir mientras desarrolla un embarazo, lo que significó algunas molestias menores durante las pruebas.
En una entrevista para la revista digital Archery GB, Jodie expresó que no quería arriesgarse a posponer la posibilidad de tener otro bebé debido a los obstáculos que había enfrentado anteriormente, especialmente porque en su primer embarazo experimentó incompatibilidad ABO.